# Turkse Rivièra
De Turkse Rivièra is de benaming voor een deel van de zuidkust van Turkije aan de Middellandse Zee. Meestal wordt de kuststrook vanaf Marmaris-Antalya tot voorbij Alanya met deze benaming aangeduid. De term is vooral in de toeristische sector in gebruik. Het gebied omvat onder andere de Golf van Antalya.
Het gebied heeft een mediterraan klimaat met hete zomers en zachte winters. De zon schijnt er circa 300 dagen per jaar en de temperatuur varieert van een paar graden in januari tot ca. 40 graden in juli.
Belangrijkste plaatsen aan de Turkse Rivièra zijn:
- Alanya
- Antalya
- Beldibi
- Belek
- Bodrum
- Boğazkent
- Dalaman
- Dalyan
- Datça
- Didim
- Fethiye
- Finike
- Göcek
- Kalkan
- Kaş
- Kemer
- Kuşadası
- Köyceğiz
- Mahmutlar
- Manavgat
- Marmaris
- Side

Dankzij de luchthaven van Antalya is de Turkse Rivièra binnen 3,5 uur bereikbaar vanuit België en Nederland. In april 2005 is de tweede terminal van Antalya in gebruik genomen om het groeiende aantal toeristen op te kunnen vangen. Ook Dalaman heeft een vliegveld, waarop door chartermaatschappijen vluchten worden uitgevoerd. Nabij Alanya wordt een vliegveld gepland.
Het landschap van de Turkse Rivièra tussen Antalya en Alanya is vlak en ligt tussen de Middellandse Zee en het gebergte Taurus.
De Turkse Rivièra wordt veel bezocht door toeristen die gebruikmaken van all-inclusive hotels, waar alle voorzieningen, inclusief consumpties, bij de prijs zijn inbegrepen. Daarnaast hebben veel buitenlanders aan de Turkse Rivièra een tweede woning gekocht, omdat de prijzen er lager liggen dan in West-Europa.
Bij Düden, Manavgat en Kursunlu bevinden zich watervallen. Veertien km ten noordoosten van Antalya liggen de 'hogere Düdenwatervallen'. Op de weg naar de strandplaats Lara storten de 'lagere Düdenwatervallen' zich in zee.